# Смерть за лаштунками
«Смерть за лаштунками» («Смерть за кулисами») — радянський двосерійний художній фільм 1991 року, знятий режисером Борисом Дуровим.

## Сюжет
Друга світова війна. Група акторів-емігрантів ставить у Стокгольмському театрі «Війну та мир»…

## У ролях
- Крістіна Резгіте — Карін
- Аніта Грубе — Ерна
- Мартіньш Вілсонс — Стен Екман
- Альгірдас Паулавічюс — Аксель Хольм
- Ігор Кечаєв — Ервін Грюне
- Ромуальдас Раманаускас — Карл Монсон
- Вілія Раманаускайте — Астрід
- Вітаутас Паукште — професор
- Вітаутас Томкус — Зандерс
- Еугенія Плешкіте — Грета Крепель

## Знімальна група
- Режисер — Борис Дуров
- Сценаристи — Борис Дуров, Даль Орлов
- Оператор — Микола Фомін
- Композитор — Євген Геворгян
- Художник — Микола Слюсар